# Melvin Sparks
Melvin Sparks (* 22. März 1946 in Houston; † 15. März 2011 in Mount Vernon, New York) war ein US-amerikanischer Gitarrist des Soul-Jazz, Hard Bop und Rhythm and Blues.

## Werdegang
Sparks begann im Alter von elf Jahren mit dem Gitarrenspiel; mit 13 trat er bereits mit B. B. King auf. 1963 wurde er Mitglied der Band The Upsetters, die als Begleitband für Stars wie Little Richard, Sam Cooke und andere spielten. Nachdem er die Upsetters verlassen hatte, arbeitete Sparks 1966/67 mit Jack McDuff,
Ende der 1960er und in den 1970er Jahren mit Hank Crawford, Lou Donaldson, Charles Kynard und Charles Earland, mit dem er 1969 das Album Black Talk aufnahm. In den 1980er Jahren arbeitete er mit Jimmy McGriff (Blue to the Bone), 1996/97 erneut mit Hank Crawford und mit Joey DeFrancesco, 2000 mit dessen Vater Papa John DeFrancesco. 2001 nahm er mit Red Holloway das Album Keep that Groove Going! auf.
Sparks wirkte außerdem an Aufnahmen von Bob Cunningham, John Patton, Lonnie Smith (Think, 1968 auf Blue Note), Sonny Stitt, Grover Washington, Jr., John DeFrancesco und Reuben Wilson mit. Er nahm in den 1980er und 1990er Jahren einige Alben als Bandleader für Prestige Records und Muse auf, die jedoch inzwischen vergriffen sind; Ab Ende der 1990er Jahre entstanden unter eigenem Namen die Alben I’m A Gittar Player (1997), It Is What it is (2004) und That Is It! (2005).
Sein Gitarrenstil ist stark von Grant Green beeinflusst.

## Diskografie (Auswahl)

### Bandleader
- Sparks! (Prestige, 1970) mit Leon Spencer und Idris Muhammad
- Spark Plug (Prestige, 1971) mit Grover Washington Jr. und Idris Muhammad
- Akilah! (Prestige, 1972) und Idris Muhammad
- Texas Twister (Eastbound, 1973; BGP/Ace 1995)
- Melvin Sparks '75 (Westbound/20th Century, 1975; BGP/Ace 1995)

### Begleitmusiker
für Lonnie Smith
- Think! (Blue Note, 1968) mit Lee Morgan
- Turning Point (Blue Note, 1969) mit Lee Morgan und Idris Muhammad

für Lou Donaldson
- Hot Dog (Blue Note, 1969) mit Charles Earland und Idris Muhammad
- Everything I Play Is Funky (Blue Note, 1969; 1970) mit Lonnie Smith und Blue Mitchell
- The Scorpion (Blue Note, 1970; 1995) mit Leon Spencer und Idris Muhammad
- Cosmos (Blue Note, 1971) mit Leon Spencer und Idris Muhammad

für Charles Earland
- Black Talk! (Prestige, 1969), mit Idris Muhammad u. a.

für Charles Kynard
- Wa-Tu-Wa-Zui (Beautiful People) (Prestige, 1970; 1971)

für Leon Spencer
- Sneak Preview! (Prestige, 1970; 1971)

für Idris Muhammad
- Black Rhythm Revolution! (Prestige, 1970; 1971)
- Peace and Rhythm (Prestige 1971)